# 上水新町
上水新町（じょうすいしんまち）は、東京都小平市の地名。現行行政地名は上水新町一丁目から上水新町三丁目。住居表示実施区域。郵便番号は187-0023。

## 地理
小平市の南部に位置する。北西は中島町、北は小川町及びたかの台、北東は津田町、東は上水本町、南は国分寺市北町及び立川市若葉町、西は立川市幸町に隣接する。町内は玉川上水に沿った住宅地である。

### 河川
- 玉川上水

### 地価
住宅地の地価は、2014年（平成26年）1月1日の公示地価によれば、上水新町2-11-17の地点で18万2000円/m2となっている。

## 歴史
町名は、玉川上水から来ている。

## 世帯数と人口
2018年（平成30年）1月1日現在の世帯数と人口は以下の通りである。
| 丁目           | 世帯数    | 人口    |
| -------------- | --------- | ------- |
| 上水新町一丁目 | 665世帯   | 1,553人 |
| 上水新町二丁目 | 690世帯   | 1,563人 |
| 上水新町三丁目 | 708世帯   | 1,539人 |
| 計             | 2,063世帯 | 4,655人 |

## 小・中学校の学区
市立小・中学校に通う場合、学区は以下の通りとなる。
| 丁目           | 番地    | 小学校           | 中学校         | 調整区域(選択可能な学校) |
| -------------- | ------- | ---------------- | -------------- | ------------------------ |
| 上水新町一丁目 | 全域    | 小平第十二小学校 | 小平第五中学校 |                          |
| 上水新町二丁目 | 1〜2番  | 小平第十二小学校 | 小平第五中学校 |                          |
| 上水新町二丁目 | 3〜19番 | 小平第一小学校   | 小平第五中学校 | 小平第十二小学校         |
| 上水新町二丁目 | その他  | 小平第一小学校   | 小平第五中学校 |                          |
| 上水新町三丁目 | 全域    | 小平第一小学校   | 小平第五中学校 |                          |

## 交通

### 鉄道
| 隣接する街区の駅             |
| ---------------------------- |
| 国分寺線 - 鷹の台駅（SK 03） |

- 西武国分寺線が地域東端を通っているが、地内に駅はない。

### 道路
- 東京都道16号立川所沢線（立川通り）

## 施設
- 姫百合幼稚園
- 東京創価小学校
- 生活協同組合コープとうきょう鷹の台店